# 사우스스트리트시포트

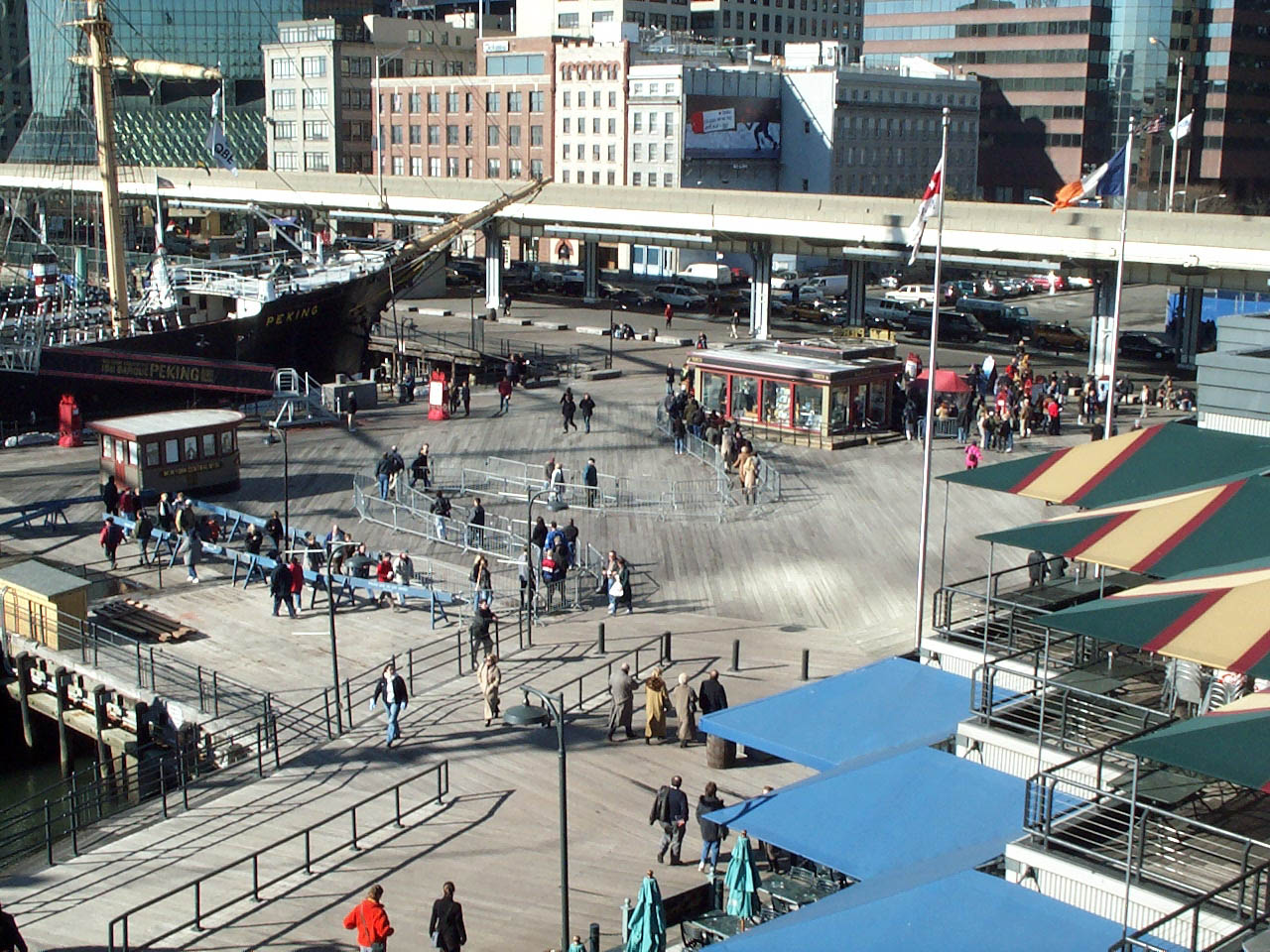
사우스스트리트시포트

사우스스트리트시포트(South Street Seaport)는 맨해튼에 위치한 지역으로, 브루클린 교와 이스트 강을 바라보고 있다.